# 河出文庫
河出文庫（かわでぶんこ）は河出書房新社の文庫本。文庫戦線に参入する形で1980年6月に創刊。海外文学に、ジェイムズ・ジョイスやイタロ・カルヴィーノなど、玄人好みの作品が入っているのも特色である。1989年（河出文庫BUNGEI Collection）と、2005年（背表紙を黄色に）に装丁を一新した。姉妹レーベルとして、性風俗・セクソロジーを中心に扱う「河出i文庫」（かわであいぶんこ）、雑学を中心に扱う「KAWADE夢文庫」（かわでゆめぶんこ）がある。
1950年前後の河出書房時代には、猪熊弦一郎装丁で刊行されていた。新版が「河出市民文庫」として一部カバー付で刊行されていた。なお澁澤龍彦の文庫デビュー作は、1954年に出されたサド短編集「恋の駈引き」である。1957年に一度目の経営破綻で刊行終了（二度目は1968年）。またカバーを付けたのは坂本一亀のアイデアでこの文庫判が最初である。現行の文庫判に引き継がれた書目は（年月を経て、性格を大きく変えている事もあり）無いが、何点かは新潮・角川の各文庫や、初期の講談社学術文庫で再出版された。

## 刊行作品の一部
日本文学
- 澁澤龍彦のほぼ全ての作品　訳本、文庫オリジナルもある。
- なんとなく、クリスタル（田中康夫）
- インストール・蹴りたい背中（綿矢りさ）
- 青春デンデケデケデケ（芦原すなお）
- 四万十川（笹山久三）
- 高橋和巳の作品
- 安藤鶴夫の作品
- 岡本綺堂の随筆作品
- なんで山登るねん（高田直樹）山と渓谷社のベストセラーを文庫化。

海外文学
- 太陽がいっぱい（パトリシア・ハイスミス）
- 愛人　ラマン（マルグリット・デュラス）清水徹訳
- フィネガンズ・ウェイク（ジェイムズ・ジョイス）柳瀬尚紀訳
- 路上（ジャック・ケルアック）
- 葬儀（ジャン・ジュネ）　生田耕作訳
- ブレストの乱暴者　（ジュネ）　澁澤龍彦訳
- 花のノートルダム　（ジュネ）　鈴木創士訳
- 快楽の館（アラン・ロブ＝グリエ）
- ウィリアム・バロウズの作品集
- かくも不吉な欲望 （ピエール・クロソウスキー）
- 神曲　（ダンテ）　平川祐弘訳
- ボヴァリー夫人　（ギュスターヴ・フローベール）　山田爵訳
- 感情教育　（フローベール）